# Малый Буб
Малый Буб — река в России, протекает в Сивинском районе Пермского края. Устье реки находится в 37 км по правому берегу реки Буб. Длина реки составляет 12 км.
Исток реки расположен на Верхнекамской возвышенности близ границы с Верещагинским районом в 10 км к юго-востоку от посёлка Северный Коммунар. Река течёт на восток и северо-восток, всё течение проходит по ненаселённой местности. Приток — Большая Хмелёвка (левый). Впадает в Буб ниже деревни Воронята.

## Данные водного реестра
По данным государственного водного реестра России относится к Камскому бассейновому округу, водохозяйственный участок реки — Кама от города Березники до Камского гидроузла, без реки Косьва (от истока до Широковского гидроузла), Чусовая и Сылва, речной подбассейн реки — бассейны притоков Камы до впадения Белой. Речной бассейн реки — Кама.
По данным геоинформационной системы водохозяйственного районирования территории РФ, подготовленной Федеральным агентством водных ресурсов:
- Код водного объекта в государственном водном реестре — 10010100912111100009431
- Код по гидрологической изученности (ГИ) — 111100943
- Код бассейна — 10.01.01.009
- Номер тома по ГИ — 11
- Выпуск по ГИ — 1